# Neoxyphinus jacareacanga
Neoxyphinus jacareacanga – gatunek pająków z rodziny Oonopidae.

## Taksonomia
Gatunek ten opisany został po raz pierwszy w 2017 roku przez Níthomasa M. Feitosę i Gustavo Ruiza na łamach „Zootaxa”. Jako lokalizację typową wskazano 350 km Rodovii Transamazônici w Jacareacanga w brazylijskim stanie Pará. Epitet gatunkowy pochodzi od tejże lokalizacji.

## Morfologia
Holotypowa samica ma 2,85 mm długości ciała. Karapaks jest szeroko-owalny w zarysie, rowkowany, o lekko wyniesionej części głowowej, zaopatrzony w dwie pary kolców na powierzchniach tylno-bocznych, pozbawiony ząbkowania na krawędziach bocznych. Jego ubarwienie jest pomarańczowobrązowe. Wysoki nadustek ma niezmodyfikowaną, prostą w widoku przednim krawędź. Kolor szczękoczułków, szczęki i wargi dolnej jest bladopomarańczowy. Bladopomarańczowe, tak długie jak szerokie sternum jest gładkie i pozbawione dołków. Odnóża są jasnopomarańczowe. Łącznik jest rurkowaty i przeciętnie długi. Opistosoma (odwłok) ma pomarańczowobrązowe, siateczkowane, w przedniej części wyposażone w wystające ząbki skutum grzbietowe oraz pomarańczowobrązowe skutum epigastryczne i postepigastryczne.
Genitalia samicy cechują się głębokimi kieszonkami w bruździe między przetchlinkami tylnymi oraz płytką płciową o wąskim przedsionku.

## Rozprzestrzenienie
Pająk neotropikalny, endemiczny dla Brazylii, znany ze stanu Pará. 